# Nadica Dragutinović
Nadica Dragutinović (ur. 3 maja 1995) – serbska siatkarka, libero.
Obecnie występuje w drużynie Crvena zvezda Belgrad.